# Карагусова, Гульжана Джанпеисовна
Гульжана Джанпеисовна Карагусова (9 сентября 1950, Алма-Ата, Казахская ССР, СССР) — казахстанский государственный и политический деятель, доктор экономических наук (1990). Депутат Мажилиса (2007—2021) и Сената (1997—2001) Парламента Республики Казахстан.

## Биография
В 1972 году окончила Казахский государственный университет им. С. М. Кирова, по специальности экономист.
После окончания университета работала ассистентом, старшим преподавателем, доцентом кафедры политэкономии Казахского государственного университета.
С 1991 года — профессор кафедры «Основы экономической теории» Казахского государственного университета.
С июня по сентябрь 1994 — помощник Президента Республики Казахстан.
С сентября 1994 по ноябрь 1995 — руководитель Совета экономических консультантов Президента Республики Казахстан — помощник Президента Республики Казахстан.
С ноября 1995 по ноябрь 1996 — председатель Национальной комиссии Республики Казахстан по ценным бумагам.
С ноября 2001 года по август 2007 занимала пост министра труда и социальной защиты населения Республики Казахстан.
С сентября 2007 — депутат Мажилиса Парламента Республики Казахстан, председатель комитета по финансам и бюджету.
На 22 июня 2009 — Председатель комиссии по контролю за использованием антикризисных государственных средств при партии «Нур Отан», с 2011 года является Председателем Комитета по финансам и бюджету.

## Творчество
Автор книг:
- «Налоги: сущность и практика использования» (1994)
- «Проблемы борьбы с экономической преступностью в Казахстане» (1996, в соавт.)
- «Что нужно знать о ценных бумагах: вопросы и ответы» (1996)

## Высказывания
Комментируя проживание депутатов в пятизвёздочном отеле, Карагусова сказала: «Кто как содержится, тот так и работает».

## Награды
Ордены
- Орден «Барыс» 2 степени (2011)[2]
- Орден «Содружество» (МПА СНГ, 7 апреля 2010)[3]
- Орден «Парасат» (2005)

Правительственные медали, в том числе:
- - Медаль «Астана» (1998)
  - Медаль «10 лет независимости Республики Казахстан» (2001);
  - Медаль «10 лет Конституции Республики Казахстан» (2005);
  - Медаль «10 лет Парламенту Республики Казахстан» (2006);
  - Медаль «10 лет Астане» (2008);
  - Медаль «20 лет независимости Республики Казахстан» (2011);
  - Медаль «20 лет Конституции Республики Казахстан» (2015);
  - Медаль «25 лет независимости Республики Казахстан» (2016);
  - Медаль «20 лет Астане» (2018);
  - Медаль «25 лет Конституции Республики Казахстан» (2020);
- Медаль «МПА СНГ. 25 лет» (27 марта 2017 года, Межпарламентская ассамблея СНГ) — за заслуги в деле развития и укрепления парламентаризма, за вклад в развитие и совершенствование правовых основ функционирования Содружества Независимых Государств, укрепление международных связей и межпарламентского сотрудничества[4]